# فرودگاه منطقه‌ای مونتروز
فرودگاه منطقه‌ای مونتروز (به انگلیسی: Montrose Regional Airport) یک فرودگاه همگانی با کد یاتا MTJ است که یک باند فرود آسفالت دارد و طول باند آن ۳۰۴۸ متر است. این فرودگاه در کشور ایالات متحده آمریکا قرار دارد و در ارتفاع ۱۷۵۵٫۳ متری از سطح دریا واقع شده‌است.

## شرکت‌های هواپیمایی و مقصدهای پروازی

### مسافری
| شرکت‌های هواپیمایی | مقصدهای پروازی                                               |
| ----------------- | ------------------------------------------------------------ |
| الیجنت ایر        | فصلی: دنور، مک‌کاران، لس‌آنجلس                                 |
| امریکن ایرلاینز   | فصلی: شارلوت داگلاس (آغاز از ۱۶ دسامبر ۲۰۱۷), دالاس-فورت ورث |
| امریکن ایگل       | دالاس-فورت ورث فصلی: اوهر شیکاگو، لس‌آنجلس، فینکس اسکای هاربر |
| دلتا ایرلاینز     | فصلی: هارتسفیلد-جکسون آتلانتا                                |
| دلتا کانکشن       | فصلی: سالت‌لیک‌سیتی (آغاز از ۲۱ دسامبر ۲۰۱۷)                   |
| یونایتد ایرلاینز  | فصلی: اوهر شیکاگو، دنور، جرج بوش، لاگواردیا، لیبرتی نیوآرک   |
| یونایتد اکسپرس    | دنور فصلی: اوهر شیکاگو، لس‌آنجلس، سانفرانسیسکو                |

### Top destinations
| Rank | City                    | Passengers | Airlines                    |
| ---- | ----------------------- | ---------- | --------------------------- |
| 1    | دنور                    | 51,780     | Allegiant, United           |
| 2    | دالاس-فورت ورث          | 24,970     | American                    |
| 3    | اوهر شیکاگو             | 11,930     | American, United            |
| 4    | جرج بوش                 | 9,900      | United                      |
| 5    | فینکس اسکای هاربر       | 5,330      | American                    |
| 6    | لس‌آنجلس                 | 5,100      | Allegiant, American, United |
| 7    | هارتسفیلد-جکسون آتلانتا | 4,290      | Delta                       |
| 8    | لیبرتی نیوآرک           | 2,370      | United                      |
| 9    | سانفرانسیسکو            | 1,610      | United                      |
| 10   | لاگواردیا               | 1,160      | United                      |